# 8644 Betulapendula
8644 Betulapendula este un asteroid din centura principală de asteroizi.

## Descriere
8644 Betulapendula este un asteroid din centura principală de asteroizi. A fost descoperit pe 16 septembrie 1988 la Observatoire de Haute-Provence de Eric Walter Elst. Asteroidul prezintă o orbită caracterizată de o semiaxă mare de 2,38 ua, o excentricitate de 0,17 și o înclinație de 5,3° în raport cu ecliptica.